# Het is pas echt kerstmis (als Mariah Carey op de radio is)
Het is pas echt kerstmis (als Mariah Carey op de radio is) is een lied van de Nederlandse gelegenheidsformatie Vrienden van De Frank en Vrijdag Show. Het werd in 2015 als single uitgebracht.

## Achtergrond
Het is pas echt kerstmis (als Mariah Carey op de radio is) is geschreven door Frank Dane, Albert van Dijk en The Rocketeers. Het is een kerstlied uit het genre nederpop. In het nummer wordt er gezongen over het kerstgevoel, dat er pas echt is zodra All I Want for Christmas Is You van Mariah Carey op de radio te horen is. Het nummer kwam voort uit een idee van radio-dj Frank Dane, die vervolgens meerdere artiesten en collega's bij Radio 538 vroeg om mee te zingen op het lied. De personen die meewerkten op het lied zijn onder meer Nielson, Dave Roelvink, Sandra van Nieuwland, Jake Reese, Zimra Geurts, Edwin Evers, Lisa Lois, André Hazes jr., Britt Dekker en de band Handsome Poets.

## Hitnoteringen
De gelegenheidsformatie had weinig succes met het lied in de Nederlandse hitlijsten. Er was geen notering in de Single Top 100 en ook de Top 40 werd niet bereikt. Bij laatstgenoemde was er wel de 22e positie in de Tipparade.